# 廣田義人
廣田 義人（ひろた よしと、1956年 - ）は、大阪府出身の日本の知的財産学者・経済学者。大阪工業大学知的財産学部教授。博士（経済学）（大阪大学）。日本産業技術史学会会長。近畿学生野球連盟常務理事。
専門は、経済史・産業技術史、特許意匠（特許情報含む）、技術マネジメント・生産性理論、市場分析・マーケティング（特に、東アジア機械市場）。

## 略歴
1981年九州大学工学部生産機械工学科卒業。1983年大阪市立大学（現：大阪公立大学）経済学部卒業。ファミリー企業で、技術マネジメント・生産管理などに従事。2002年大阪大学大学院経済学研究科博士課程単位取得退学、博士（経済学）（大阪大学）。同大学大学院経済学研究科助手などを経て、2003年大阪工業大学知的財産学部講師として着任し、准教授を経て、2012年より同学部教授。
主な受賞は、日本産業技術史学会賞(2013)。

## 主な著書
- 東アジア工作機械工業の技術形成（単著、日本経済評論社2011、学術書）[6]
- 新通史 日本の科学技術 第2巻（分担執筆、原書房2012、学術書）
- 戦後日本の技術形成（分担執筆、日本経済評論社2002、学術書）
- 技術形成の国際比較（分担執筆、筑摩書房1990、学術書）